# Complicated
"Complicated" är en låt framförd av den kanadensiska sångerskan Avril Lavigne, utgiven som hennes debutsingel i maj 2002 samt på albumet Let Go i juni samma år. Låten skrevs av Avril Lavigne tillsammans med producentkollektivet The Matrix (Lauren Christy, Scott Spock och Graham Edwards). Den rönte stora framgångar som singel, med förstaplaceringar i Australien, Nya Zeeland och Mexiko samt en andraplats på Billboard Hot 100 i USA och tredjeplats i Storbritannien.
2003 blev låten vinnare av "International Hit of the Year" vid Ivor Novello Awards samt "Single of the Year" vid Juno Awards.

## Musikvideo
Det har även gjorts en musikvideo till låten. Videon regisserades av The Malloys, i vilken Lavignes bror och syster syns i bakgrunden.

## Låtlista
| 1. | Complicated  | 4:03 |
| 2. | I Don't Give | 3:39 |
| 3. | Why          | 4:00 |

| 1. | Complicated              | 4:03 |
| 2. | I Don't Give             | 3:39 |
| 3. | Why                      | 4:00 |
| 4. | Complicated (musikvideo) | 4:14 |

| 1. | Complicated (The Matrix remix) | 4:08 |
| 2. | I Don't Give                   | 3:39 |

| 1. | Complicated (Tom Lord-Alge remix) | 4:08 |
| 2. | Complicated (the Matrix remix)    | 4:03 |

## Listplaceringar
| Lista (2002)                | Högsta position |
| --------------------------- | --------------- |
| Sverige (Sverigetopplistan) | 2               |
| USA Billboard Hot 100       | 2               |